# Mica eră glaciară

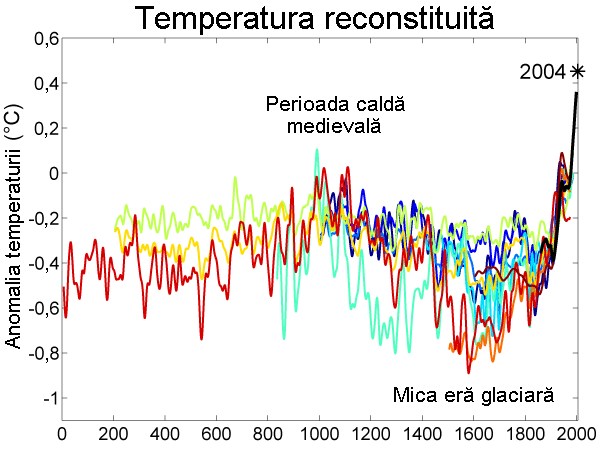
Reprezentare grafică a micii ere glaciare, conform cu mai multe studii (în engleză)

Mica eră glaciară, denumită și Mica glaciațiune a fost o perioadă cuprinsă între jumătatea anilor 1200 și jumătatea secolului al XIX-lea, mai exact între 1250 și 1850, timp în care a avut loc o scădere bruscă a temperaturii terestre în emisfera nordică. Această perioadă a fost precedată de o lungă perioadă cu temperaturi relativ ridicate, perioadă denumită Perioada medievală caldă.
Începutul secolului al XIII-lea a marcat începutul expansiunii suprafeței acoperite cu ghețari, până la faza maximă de expansiune, în jurul anului 1850, când temperaturile au reînceput să crească, favorizând astfel retragerea ghețarilor. Această fază de încălzire continuă și în ziua de azi, iar dacă nu se va petrece o inversiune de trend, o mare parte a ghețarilor va dispărea.
Inițial s-a crezut că mica eră glaciară ar fi un fenomen global, dar în prezent acest punct de vedere este văzut cu scepticism. Spre exemplu, reconstituind temperaturile medii din emisfera nordică din ultimii 1.000 de ani, nu se observă o creștere pronunțată a fenomenului de răcire globală. Din datele disponibile în prezent rezultă că temperaturile medii pentru perioada de referință au scăzut cu numai 1 grad Celsius.

## Emisfera nordică

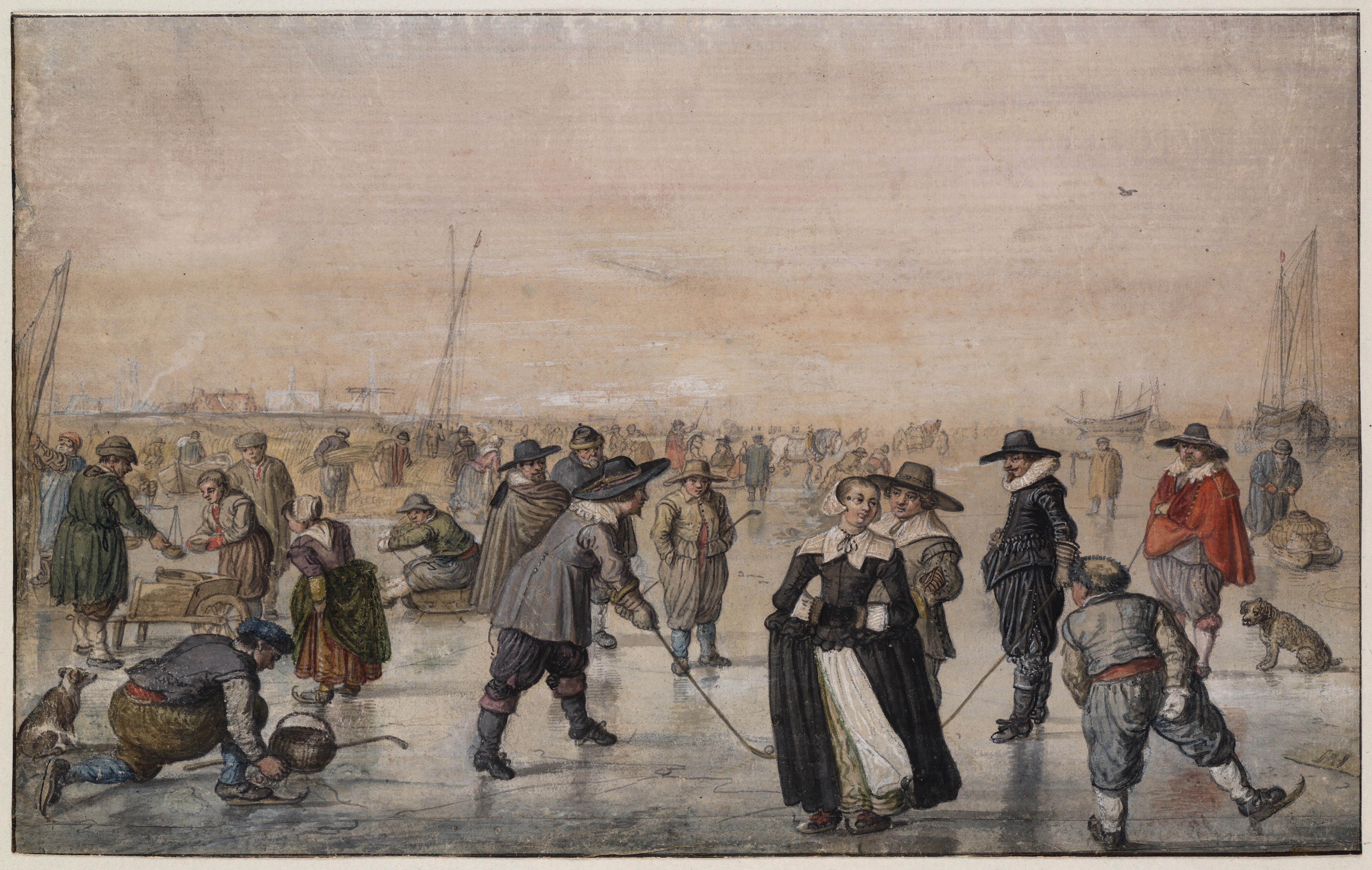
Hendrick Avercamp, Scenă pe gheaţă. Pictura arată mai mulţi oameni pe un canal olandez complet îngheţat, în timpul iernii geroase din anul 1608. Nu se cunosc astfel de scene artistice decât din perioada dintre 1565-1640.

Mica eră glaciară a cauzat ierni foarte friguroase în multe locuri din lume însă dovezi detaliate nu există decât în Europa și în America de Nord. La jumătatea secolului XIX, ghețarii din Alpii elvețieni au avansat până la punctul în care întregi sate au fost distruse.
Râul Tamisa și canalele din Țările de Jos înghețau des în timpul iernii, oferind posibilitatea de a le traversa, de a patina deasupra și chiar de a organiza târguri pe gheață. Zona de ghețari care înconjura Islanda s-a extins pe mai mulți kilometri, de jur împrejurul insulei, împiedicând complet accesul navelor în porturile islandeze. Același fenomen s-a petrecut și în Groenlanda. Imposibilitatea cu care se confruntau navele daneze de a accesa porturile acestor teritorii dependente, a determinat o izolare față de Danemarca care practic „a uitat” de aceste națiuni. O expediție daneză de la 1500, a găsit Groenlanda complet nelocuită.
În Etiopia și în Mauritania, zăpada permanentă se găsea la nivele de altitudine mult sub cele la care se găsește astăzi. Timbuktu, un important oraș de pe ruta trans-sahariană, a fost inundat de fluviul Niger de cel puțin 13 ori. Nu există mărturii ca o astfel de inundație să fi avut loc nici înainte nici după această perioadă. În China, cultivarea plantelor tropicale, precum cea a portocalelor, a fost abandonată în Provinica Jiangxi, unde acestea erau cultivate de secole.
În America de Nord, coloniștii europeni stabiliți acolo au lăsat mărturii despre iernile extrem de geroase. Spre exemplu, în iarna anului 1607-1608, gheața s-a menținut pe Lacul Superior până pe 11 iunie. În iarna anului 1780, portul New York a înghețat atât de puternic încât se putea traversa pe jos de la Manhattan până la Staten Island.
În mod deosebit este amintită iarna anului 1708-1709 care este considerată de climatologi cea mai friguroasă iarnă din ultimii 500 de ani pe continentul european. Iernile dure au avut consecințe mai mult sau mai puțin grave asupra vieții umane. Foametea a devenit tot mai des întâlnită, numărul de morți cauzate de boli a crescut. În special foametea de la 1315 a ucis un milion și jumătate de persoane.
Mica eră glaciară este vizibilă și în operele de artă ale vremii.

## Cauze
Oamenii de știință au identificat două cauze majore pentru mica eră glaciară: scăderea activității solare și creșterea activității vulcanice. În lipsa unor date concrete și definitive, există mai multe ipoteze care încearcă se explice cauzele fenomenului. Spre exemplu, cercetătorul american Ruddiman a propus o ipoteză conform căreia mica eră glaciară ar fi avut cauze antropologice. Cercetătorul speculează că depopularea Europei din timpul Morții negre și în consecință scăderea producției agricole ar fi favorizat reîmpădurirea și înmagazinarea unei mai mari cantități de carbon din atmosferă, fapt care ar fi dus la prelungirea micii ere glaciare.
Problematic pentru identificarea clară a cauzelor rămâne faptul că nu există un consens asupra a ceea ce poate fi definită o climă „normală” a Pământului. Comunitatea științifică este împărțită între cei care pe de-o parte consideră că mica eră glaciară se înscrie în succesiunea normală a glaciațiunilor și este de fapt perioada încălzirii medievale cea care trebuie explicată, pe de altă parte cei care consideră că mica eră glaciară este o perioadă neobișnuită, fiind cauzată de o combinație de schimbări la nivel global și regional.

### Activitatea solară

Activitatea solară aşa cum reiese din testele cu carbon (în engleză)

În perioada 1645-1715, chiar în mijlocul micii ere glaciare, activitatea solară, așa cum reiese din studiul petelor solare, a fost extrem de slabă. Petele solare sunt considerate un bun indicator al intensității activității solare. Studiul lor este o practică milenară, însă în perioada micii ere glaciare, petele solare au fost mult mai rare și au existat ani în care nu s-a înregistrat nicio pată solară. Această perioadă ca fost numită Minimul lui Maunder. Legătura dintre Minimul lui Maunder și scăderea temperaturii nu a putut fi identificată cu precizie, însă coincidența dintre verificarea celor două fenomene sugerează o legătură între cele două. Minimul lui Spörer și alți indicatori similari au fost identificați în strânsă legătură cu perioada micii ere glaciare. Activitatea solară redusă, rămâne un fenomen bine documentat, atât de astronomii europeni cât și de cei asiatici.

### Activitatea vulcanică
În timpul micii ere glaciare, activitatea vulcanică de pe întreg Pământul a cunoscut o creștere. Când un vulcan erupe, cenușa ajunge până la zonele cele mai înalte din atmosferă iar de acolo se pot răspândi pe tot globul pământesc. Acești nori de cenușă blochează radiațiile solare și cauzează în consecință o răcire a climei care se poate prelungi până la 2 ani de la erupție. Totodată erupțiile vulcanice emană și sulf, sub forma de gaz SO2. Când acest gaz ajunge în stratosferă se transformă în particule de acid sulfuric care reflectă razele solare, contribuind la reducerea numărului celor care ating solul terestru.
Erupția din 1815 a vulcanului Tambora din Indonezia a eliminat o cantitate foarte mare de cenușă, care s-a răspândit în atmosferă; anul următor, 1816, este cunoscut ca anul fără vară: frig și zăpadă au fost semnalate în lunile iunie și iulie, atât în Noua Anglie cât și în nordul Europei.

## Sfârșitul micii ere glaciare
A avut loc în jurul anului 1850, când clima Pământului a început să se reîncălzească.

## Articole pe teme de glaciologie
- Aisberg
- Alpii înalți
- Antarctica
- Arctica
- Ablație (fenomen)
- Balanța masei unui ghețar
- Calotă polară
- Cicluri Milankovitch
- Climatul calotelor polare
- Efect de seră
- Gheață
- Ghețar
- Glaciațiune
- Glaciațiunea cuaternară
- Glaciațiunea Günz
- Glaciațiunea Mindel
- Glaciațiunea Riss
- Glaciațiunea Wisconsin
- Glaciațiunea Würm
- Glaciologie
- Interglaciațiune
- Încălzirea globală
- Înzăpezire
- Linia arborilor
- Linia înghețului
- Linia de îngheț (astrofizică)
- Listă de țări în care ninge
- Nivologie
- Spărgător de gheață
- Tundră
- Tundră alpină
- Ultima glaciațiune
- Zăpadă
- Zonă de ablație
- Zonă de acumulare
- Zona Antarctică Neozeelandeză